# Liste der Bodendenkmale in Finneland
In der Liste der Bodendenkmale in Finneland sind alle Bodendenkmale der Gemeinde Finneland und ihrer Ortsteile aufgelistet. Grundlage ist die Veröffentlichung der Landesdenkmalliste mit Stand vom 25. Februar 2016. Die Baudenkmale sind in der Liste der Kulturdenkmale in Finneland aufgeführt.
| Denkmal-ID | Fundart            | Ortsteil  | Bezeichnung                               | Zeitstellung | Lage                                                                               | Bemerkungen | Bild |
| ---------- | ------------------ | --------- | ----------------------------------------- | ------------ | ---------------------------------------------------------------------------------- | --- | ---- |
| 428300511  | besonderer Stein   | Saubach   | Menhir „Langer Stein“, „Hermenfriedstein“ | undatiert    | 1,6 km nördlich des Ortes, östlich am Feldweg an der Kupfer – Wein – Straße (Lage) | aufrecht stehender Stein in Pfeilerform – Material: grobkörniger Braunkohlenquarzit Maße: Höhe ca. 1,75 m, Breite ca. 0,45–0,57 m, Dicke ca. 0,20–0,25 m |      |
| 428300248  | Befestigung > Burg | Steinburg | Spornburg                                 | undatiert    | nördlich vom Ort ()                                                                | Spornlage mit Schloss (16.–19. Jh.) bebaut |      |